# Aulnay-sous-Bois
Aulnay-sous-Bois (wymowaⓘ) – miejscowość i gmina we Francji, w regionie Île-de-France, w departamencie Sekwana-Saint-Denis.
Według danych na rok 1990 gminę zamieszkiwały 82 314 osoby, a gęstość zaludnienia wynosiła 5081 osób/km² (wśród 1287 gmin regionu Île-de-France Aulnay-sous-Bois plasuje się na 9. miejscu pod względem liczby ludności, natomiast pod względem powierzchni na miejscu 142.).

## Demografia
Populacja miasta dynamicznie się rozwija od początku lat 60. XX wieku. Wówczas rozpoczęła się migracja mieszkańców z centrum Paryża na jego obrzeża. Rozwijający się przemysł również pozytywnie oddziałuje na wzrost populacji Aulnay-sous-Bois. W mieście mieszka także spora liczba osób urodzonych poza granicami Francji. Według spisu powszechnego z 1999 roku, ponad 29% mieszkańców stanowią emigranci.
Wykres pokazuje wzrost populacji miast na przestrzeni czasu.

## Gospodarka
Fabryka samochodów Citroëna jest najważniejszym zakładem pracy w mieście. Znajduje w niej zatrudnienie ponad 3,600 pracowników produkujących ponad 300,000 aut rocznie.
Do innych ważnych zakładów zalicza się fabryka L’Oréal oraz park logistyczny Garonor.

## Transport
Miasto jest połączone z Paryżem dzięki szybkiej kolei miejskiej RER B.